# Quang phục Hội
Quang phục Hội (光復會), còn gọi là Phục cổ Hội (復古會), là một tổ chức cách mạng chống nhà Thanh được thành lập bởi Thái Nguyên Bồi năm 1904. Nhiều thành viên là từ Chiết Giang.
Các lãnh đạo chủ chốt bao gồm:
- Đào Thành Chương
- Ngô Kính Hằng
- Từ Tích Lân
- Chương Bính Lân
- Lưu Sư Bồi

Tổ chức được sát nhập vào Trung Quốc Đồng minh Hội vào 1 năm sau đó.
"Quang phục hội" cũng là một tổ chức được thành lập ở đảo Đài Loan bởi chính Chính phủ Trung Hoa dân quốc sau cách mạng cộng sản ở đại lục như 1 phần của kế hoạch tái chiếm lục địa từ tay Cộng sản. Tổ chức đã bị giải thể vào tháng 1 năm 1990 khi quốc đảo bước vào quá trình dân chủ hóa và từ bỏ học thuyết "Phản công đại lục".